# Jed Steer
Jed Steer, né le 23 septembre 1992 à Norwich, est un footballeur anglais qui évolue au poste de gardien de but à Peterborough United.

## Biographie

### En club
Le 4 janvier 2024, il rejoint Peterborough United.

### En équipe nationale
Jed Steer reçoit cinq sélections avec les moins de 16 ans, sept avec les moins de 17 ans et enfin deux avec les moins de 19 ans.
Il participe avec la sélection anglaise au championnat d'Europe des moins de 17 ans 2009 organisé en Allemagne.

### En club
Peterborough United
- Vainqueur de la EFL Trophy en 2024 et 2025